# Ortoépia
A ortoépia ou ortoepia é a área da gramática que se ocupa da definição de normas sobre a pronúncia de palavras de uma língua.
A prosódia se dedica ao estudo da emissão dos sons da fala, incluindo o acento (pronúncia da sílaba tônica) a entonação. Ambas - ortoépia e prosódia - estão muito relacionadas com a fonética e a fonologia.
O erro de pronúncia, ou seja, a pronúncia irregular, diferente da prevista pela prosódia - chama-se cacoépia
A língua padrão prescreve qual será a sílaba tônica de uma palavra. No entanto, é muito comum haver divergências entre a pronúncia efetivamente praticada no dia a dia e a prosódia recomendada pelos dicionários e gramáticas.
Como exemplo, em contextos informais (ou mesmo formais) quase todos pronunciam "duplex" (oxítona),[carece de fontes?] embora "dúplex" (paroxítona) seja a prosódia indicada pela norma padrão.
Quando ocorre um erro de prosódia, ou seja, a troca da posição da sílaba tônica, verifica-se o que é denominado silabada. Em contextos formais, a norma-padrão é exigida.